# 小池欣一
小池 欣一（こいけ きんいち 1919年4月14日- 2008年7月4日）は、日本の官僚。元内閣官房副長官(事務担当)。従三位勲一等。東京府出身。

## 来歴
東京府立一中、第一高等学校 (旧制)を経て、1943年、東京帝大法学部政治学科卒業後、厚生省入省。厚生省引揚援護局援護課長、社会局保護課長などを経て、内閣官房総務課長兼首席参事官に。
1970年、内閣官房副長官(事務担当)、1973年、日本赤十字社副社長、日赤学園理事長を経て、1991年、骨髄移植推進財団が設立されたのにともない、理事長に。他に、日本社会事業大学理事長。
1991年勲一等瑞宝章受章。
2008年7月4日、肺炎の為に死去。叙従三位。89歳没